# Vondie Curtis-Hall
Vondie Curtis-Hall, né le 30 septembre 1956 à Détroit (Michigan), est un acteur et réalisateur américain.

## Biographie

### Carrière
Comme acteur, on a pu l'apercevoir dans les films Un prince à New York, Black Rain, 58 minutes pour vivre, Broken Arrow, Chute libre, Roméo + Juliette, Bad Lieutenant et La Proie d'une ombre.
Il se fait connaître pour son rôle du Dr Dennis Hancock dans la série Chicago Hope : La Vie à tout prix et il joue le rôle du journaliste Ben Urich dans la série Daredevil.
À la télévision, il est remarqué dans la série Urgences où il joue Roger, le beau-père du fils du docteur Benton (interprété par Eriq La Salle) qui se battaient la garde.
Comme réalisateur, il a notamment mis en scène et joué le rôle de D-Riper dans Gridlock'd (1997) avec Tupac Shakur, Tim Roth et Thandiwe Newton et Glitter (2001), avec Mariah Carey, qui fut un échec commercial,.

### Vie privée
Il est marié à la réalisatrice, scénariste et actrice américaine Kasi Lemmons depuis 1995. Ils ont eu un enfant ensemble, Henry. Il a tourné dans trois de ses films : Talk to Me, Black Nativity et Harriet.
Il est professeur d'arts à plein temps au New York University Tisch School of the Arts.

## Filmographie
Sauf indication contraire, les informations mentionnées dans cette section peuvent être confirmées par la base de données cinématographiques IMDb,  présente dans la section « Liens externes ».

### Acteur

#### Cinéma
- 1988 : Blue-Jean Cop (Shakedown) de James Glickenhaus : voix du speaker
- 1988 : Un prince à New York (Coming to America) de John Landis : le vendeur du jeu de basket-ball
- 1989 : Mystery Train de Jim Jarmusch : Ed (segment Lost in Space)
- 1989 : Black Rain de Ridley Scott : un détective
- 1990 : 58 Minutes pour vivre (Die Hard 2 - Die Harder) de Renny Harlin : Miller
- 1991 : Un bon flic (One Good Cop) d'Heywood Gould : le père Willis
- 1992 : Les Mambo Kings d'Arne Glimcher : Miguel Montoya
- 1992 : Passion Fish de John Sayles: Sugar LeDoux
- 1993 : Chute libre de Joel Schumacher : l'homme à la pancarte
- 1994 : Revocator (en) (Sugar Hill) de Leon Isacho (en) : Mark Doby
- 1996 : Roméo + Juliette de Baz Luhrmann : le Prince de Verone
- 1997 : Gridlock'd de lui-même : D-Reper
- 2007 : Talk to Me de Kasi Lemmons : Sunny Jim Kelsey
- 2009 : Bad Lieutenant : Escale à La Nouvelle-Orléans (Bad Lieutenant: Port of Call New Orleans) de Werner Herzog : James Brasser
- 2013 : Black Nativity de Kasi Lemmons : le prêteur sur gages
- 2019 : Harriet de Kasi Lemmons : le révérend Green
- 2020 : La Proie d'une ombre (The Night House) de David Bruckner : Mel
- 2021 : Blue Bayou : Barry Boucher

#### Télévision
- 1989 : A Man Called Hawk (en) : Tracton
- 1990 : Émeutes en Californie (Heat Wave) de Kevin Hooks : Clifford Turpin
- 1990 : Cop Rock : Warren Osborne
- 1991 : China Beach : Bill
- 1991 : Murder Without Motive : The Edmund Perry Story : C. Yernon Mason
- 1992 : What She Doesn't Know de Kevin James Dobson (en) : Vinnie
- 1992 : Le Bar de l'angoisse (en) (Nightmare Cafe) : Thomas
- 1992 : Guerres privées (Civil Wars)
- 1992 - 1993 : Les Ailes du destin (I'll Fly Away) : Joe Clay & Howard Yearwood
- 1994-2000 : Chicago Hope : La Vie à tout prix :
- 1993 : À la recherche de mon fils (There Was a Little Boy) : Danforth
- 1993 : Fallen Angels : David O'Connor
- 2000 : Soul Food : Les Liens du sang : Charles Miller
- 2001 : Urgences : Roger McGrath
- 2002 : Les Soprano (The Sopranos) (saison 4, épisode 7) : Maurice Tiffen
- 2005 : LAX : Dale Ekoku
- 2006 : New York, police judiciaire : le Dr Andrew Copelan
- 2007 : Médium : Scanlon's Friend
- 2009 : Fear Itself (Épisode 10 : Double Chance) : Walter Markham
- 2009 : Esprits criminels : Stanley Usher
- 2011 : New York, unité spéciale (saison 12, épisode 21) : Dwight Talcott
- 2015 : Daredevil : Ben Urich
- 2015 : Rosewood : Dr Rosewood
- 2018 : For the People : Juge Nicholas Byrne
- 2022–2025 : The Recruit : Walter Nyland

### Réalisateur

#### Cinéma
- 1997 : Gridlock'd
- 2001 : Glitter
- 2006 : Waist Deep

#### Télévision
- 2001 - 2002 : Urgences (TV) (2 épisodes)
- 2002 : MDs (TV)
- 2002 : Firefly (TV; 1 épisode)
- 2002 : Rédemption - Itinéraire d'un chef de gang (Redemption : The Stan Tookie Williams Story) (TV)
- 2005 : The Shield (TV; 1 épisode)
- 2005 : Sleeper Cell (Sleeper Cell: American Terror) (TV; 1 épisode)
- 2012 : 23 Ans d'absence (Abducted: The Carlina White Story) (TV)